# Лашовице
Лашовице (чеш. Lašovice) је насељено мјесто са административним статусом сеоске општине (чеш. obec) у округу Раковњик, у Средњочешком крају, Чешка Република.

## Становништво
Према подацима о броју становника из 2014. године насеље је имало 121 становника.